# 1530 в Україні

## Події
- Зі згоди султана Сулеймана I Пишного і відповідно до домовленості з московським князем Василем ІІІ Молдавський господар Петро Рареш почав нападати на Покуття. Оскільки Молдова була залежним від турків князівством, польський король Сигизмунд разом із своїм секретарем Яном Оцеським направив листа до турецького султана Сулеймана з проханням висловити офіційну турецьку точку зору щодо конфлікту. Султан дав дозвіл полякам відвоювати Покуття при умові, що вони не перенесуть воєнні дії на територію власне Молдови, що буде розглядатися султаном як казус беллі.

## Особи

### Народились
- Йосиф Верещинський (1530/1539 — 1598) — руський церковний та суспільно-політичний діяч Речі Посполитої. Римо-католицький проповідник і публіцист, мислитель-гуманіст, письменник. Київський єпископ РКЦ (1592—1598). Доктор теології.
- Самійло Кішка (1530 ? — 1602/1620) — козацький отаман, старший війська Запорозького (1574—1575, 1599—1602).

### Померли
- Острозький Костянтин Іванович (1460—1530) — військовий і державний діяч Великого Князівства Литовського, Руського та Жемайтійського, староста брацлавський (1497—1500 роки), вінницький (1507—1516) та звенигородський (1518—1530), староста луцький і упитський, маршалок Волинської землі (1507—1522), каштелян віленський (1511—1522), воєвода трокський (троцький) (1522—1530), Великий гетьман Литовський (1497—1500, 1507—1530).

## Засновані, зведені
- Церква святого архистратига Михаїла (Худіївці)
- Блищанка
- Велика Плавуча
- Голігради
- Нижнє Висоцьке
- Новосілка (Заліщицький район)
- Шипівці